# Francisque Duret
Francisque Joseph Duret, llamado Francisque Duret, fue un escultor francés del siglo XIX, nacido en París en 1804 y fallecido en esta misma ciudad en 1865.

## Biografía
Su padre François-Joseph Duret, también escultor, fue su primer maestro.
Alumno del barón Bosio, Francisque Duret ganó - conjuntamente con Auguste Dumont - el Gran Premio de Roma de escultura en 1823 con un bajorrelieve titulado: « Douleur d'Évandre sur le corps de son fils Pallas» (Dolor de Evandro sobre el cuerpo de su hijo Pallas). Parte hacia la Villa Médici en Roma al año siguiente y regresa en el año 1828.
Profesor de la école des Beaux-Arts de París de 1852 a 1863, fue el profesor de escultura de Jean-Baptiste Carpeaux, Henri Chapu y Arsène Letellier entre otros.

## Discípulos
- Alphonse Lami.

## Obras

### París

#### Museo del Louvre
- Vendimiador que improvisa sobre un sujeto cómico (Recuerdo de Nápoles)  , estatua, bronce (réplica)
- Retrato del arquitecto Louis Visconti  (1856), busto , mármol
- Pescador bailando la tarantela  (1832), estatua, bronce

#### Otras obras en París

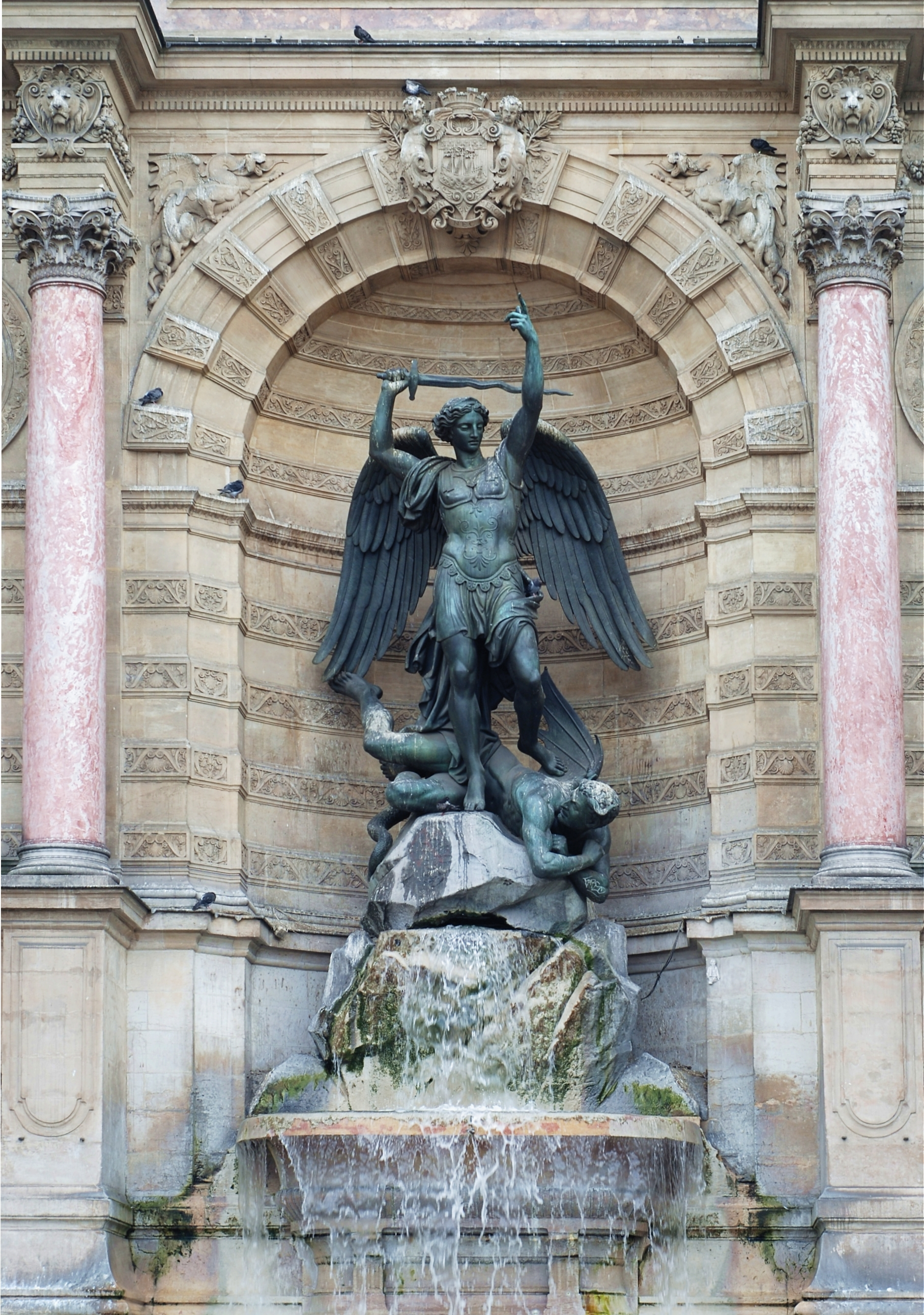
San Miguel derribando al demonio, fuente de Saint-Michel, hornacina principal.

- San Miguel derribando al demonio, grupo, bronce, fuente de Saint-Michel, hornacina principal 48°51′11.8″N 2°20′37.3″E / 48.853278, 2.343694
- La Justicia (1851), estatua, piedra, Bolsa de París, Plaza de la Bolsa, ángulo izquierdo de la fachada principal 48°52′8.3″N 2°20′25.9″E / 48.868972, 2.340528
- Victoria, relieve, palacio de Luxemburgo, frontón de la fachada del patio
- Un río, estatua, jardín de Luxemburgo, fuente Médici, a la izquierda del frontón
- Arcángel Gabriel, estatua, piedra, Iglesia de la Madeleine, peristilo, a la izquierda de la puerta monumental
- Venus en el baño, jardines de los Campos Elíseos, fuente de los embajadores
- La Caridad rodeada de La Fe y la Esperanza, estatuas, mármol, coronando tres fuentes, frente a la iglesia de la Santa Trinidad de París, plaza de Estienne-d'Orves
- La Fuerza civil y La Fuerza militar, estatuas, bronce, iglesia de San Luis de los Inválidos, tumba de Napoleón , entrada de la cripta
- Los guerreros a caballo en el Circo de invierno de París. (fr) 48°51′47.8″N 2°22′0.1″E / 48.863278, 2.366694
- François-René de Chateaubriand estatua de mármol, (museo de Versailles)